# William Scott
William Scott (Minneapolis, 1º agosto 1893 – Los Angeles, 22 agosto 1967) è stato un attore statunitense del cinema muto.
È apparso in 90 film tra il 1913 e il 1934. 

## Filmografia

### 1912
- A Sister's Devotion - cortometraggio (1912)
- A Sad Devil, regia di Colin Campbell - cortometraggio (1912)

### 1913
- A Little Hero, regia di Colin Campbell - cortometraggio (1913)
- A Prisoner of Cabanas, regia di Colin Campbell - cortometraggio (1913)
- A Flag of Two Wars, regia di Fred Huntley - cortometraggio (1913)
- Alone in the Jungle, regia di Colin Campbell - cortometraggio (1913)
- A Wild Ride, regia di Colin Campbell - cortometraggio (1913)
- Destiny of the Sea, regia di E.A. Martin - cortometraggio (1913)
- Movin' Pitchers, regia di E.A. Martin - cortometraggio (1913)

### 1914
- The Story of Venus, regia di Norval MacGregor - cortometraggio (1914)
- The Story of Cupid, regia di Norval MacGregor - cortometraggio (1914)
- The Story of Diana, regia di Norval MacGregor - cortometraggio (1914)
- Red Head Introduces Herself, regia di Norval MacGregor - cortometraggio (1914))
- Red Head and Ma's Suitors, regia di Norval MacGregor - cortometraggio (1914)
- Two Girls, regia di Norval MacGregor - cortometraggio (1914)
- The Taint of Madness, regia di Norval MacGregor - cortometraggio (1914)
- The Right to Happiness, regia di Norval MacGregor - cortometraggio (1914)
- Muff, regia di Norval MacGregor - cortometraggio (1914)
- Carmelita's Revenge, regia di Norval MacGregor - cortometraggio (1914)
- A Low Financier, regia di Norval MacGregor - cortometraggio (1914)
- An Embarrassing Predicament, regia di Norval MacGregor - cortometraggio (1914)
- Jimmie the Porter, regia di Norval MacGregor - cortometraggio (1914)
- The Mysterious Beauty, regia di Norval MacGregor - cortometraggio (1914)
- The Tonsorial Leopard Tamer, regia di Norval MacGregor - cortometraggio (1914)
- Cupid Turns the Tables, regia di Norval MacGregor - cortometraggio (1914)
- Which Ham Is Schnappsmeir's, regia di Norval MacGregor - cortometraggio (1914)

### 1915
- The Strenuous Life - cortometraggio (1915)
- She Wanted to Be a Widow, regia di Norval MacGregor - cortometraggio (1915)
- The Kidnapped Lover, regia di Norval MacGregor - cortometraggio (1915)
- The Idol of Fate, regia di Norval MacGregor - cortometraggio (1915)
- At the Mask Ball, regia di Norval MacGregor - cortometraggio (1915)
- In the Amazon Jungle - cortometraggio (1915)
- Mutiny in the Jungle, regia di Frank Beal - cortometraggio (1915)
- The Come Back of Percy, regia di Marshall Neilan - cortometraggio (1915)
- The Print of the Nails, regia di George Nichols - cortometraggio (1915)
- Locked In, regia di George Nichols - cortometraggio (1915)
- A Thing or Two in Movies, regia di Marshall Neilan - cortometraggio (1915)
- The Run on Percy, regia di Sidney Smith - cortometraggio (1915)

### 1916
- Why Love Is Blind, regia di George Nichols - cortometraggio (1916)
- A Man of Sorrow
- At Piney Ridge, regia di William Robert Daly (1916)
- The Test of Chivalry, regia di William Robert Daly - cortometraggio (1916)
- The Hare and the Tortoise, regia di William Robert Daly - cortometraggio (1916)
- Out of the Mist, regia di William Robert Daly - cortometraggio (1916)

### 1917
- Over the Garden Wall, regia di Norval MacGregor - cortometraggio (1917)
- Mr. Bingo, the Bachelor, regia di Norval MacGregor - cortometraggio (1917)
- Everybody Was Satisfied, regia di Norval MacGregor - cortometraggio (1917)
- Romance and Roses, regia di Norval MacGregor - cortometraggio (1917)
- Rescuing Uncle, regia di Norval MacGregor - cortometraggio (1917)
- Bill and the Bearded Lady, regia di Norval MacGregor - cortometraggio (1917)

### 1918
- The City of Purple Dreams, regia di Colin Campbell (1918)
- Amore d'artista (Amarilly of Clothes-Line Alley, regia di Marshall Neilan (1918)
- The Devil's Wheel
- Her One Mistake
- True Blue
- The Scarlet Road
- The Still Alarm
- Riders of the Purple Sage
- Kultur
- The Strange Woman

### 1919
- The Call of the Soul
- The Forbidden Room
- Pitfalls of a Big City
- The Divorce Trap
- The Sneak
- Chasing Rainbows
- The Broken Commandments
- The Price Woman Pays
- Thieves

### 1920
- Flames of the Flesh
- Who's Your Servant? (1920)
- The Devil's Riddle
- The Mother of His Children
- White Lies
- A Sister to Salome
- Rose of Nome

### 1921
- Partners of Fate
- While the Devil Laughs
- A Voice in the Dark
- Maid of the West
- Hickville to Broadway
- Jackie

### 1922
- Winning with Wits
- Alias Julius Caesar
- Deserted at the Altar
- Only a Shop Girl

### 1923
- The Fourth Musketeer
- Yesterday's Wife
- His Last Race
- Innocence

### 1924
- Not a Drum Was Heard
- Against All Odds
- L'Inferno (Dante's Inferno), regia di Henry Otto (1924)
- The Man Who Played Square

### 1925
- Beyond the Border
- After Business Hours
- The Light of Western Stars
- The Great Jewel Robbery

### 1926
- The Earth Woman
- The Wolf

### 1927
- City of Shadows
- By Whose Hand?, regia di Walter Lang (1927)
- Aflame in the Sky
- Little Mickey Grogan

### 1928
- Freckles

### 1929
- Smoke Bellew
- Daughters of Desire
- The Girl Who Wouldn't Wait

### Anni trenta
- Too Many Cooks
- Caught Plastered
- Hotel Continental
- Strangers of the Evening
- L'ora tragica
- Come on Danger!
- Voice in the Night
- Hell Bent for Love
- Vigliaccheria  (Whom the Gods Destroy), regia di Walter Lang (1934)
- Name the Woman